# روبرت أرمسترونغ
روبرت أرمسترونغ (بالإنجليزية: Robert Armstrong)‏ (و. 1890 – 1973 م) هو ممثل، من الولايات المتحدة الأمريكية، ولد في ساغيناو، توفي في سانتا مونيكا، كاليفورنيا، عن عمر يناهز 83 عاماً بسبب سرطان.

## وصلات خارجية
- روبرت أرمسترونغ على موقع IMDb (الإنجليزية)
- روبرت أرمسترونغ على موقع ألو سيني (الفرنسية)
- روبرت أرمسترونغ على موقع أول موفي (الإنجليزية)
- روبرت أرمسترونغ على موقع قاعدة بيانات برودواي على الإنترنت (الإنجليزية)
- روبرت أرمسترونغ على موقع قاعدة بيانات الأفلام السويدية (السويدية)
- روبرت أرمسترونغ على موقع إن إن دي بي (الإنجليزية)
- روبرت أرمسترونغ على موقع قاعدة بيانات الفيلم (الإنجليزية)
- روبرت أرمسترونغ على موقع كينوبويسك (الروسية)